# مقاومة ضربة قاضية
تصف مقاومة الضربة القاضية، حالات مقاومة ثنائي فينيل إيثان (مثل ثنائي كلورو ثنائي فينيل ثلاثي كلورو الإيثان) ومبيدات الحشرات البيرثرويدية في الحشرات ومفصليات الأرجل الأخرى التي تنتج عن انخفاض حساسية الجهاز العصبي الناجم عن الطفرات النقطية في التركيب الجيني لمجموعة الحشرات. تتميز هذه المقاومة الطفرية بوجود أليلات kdr في جينوم الحشرة. لا تزال مقاومة ضربة قاضية، التي تم تحديدها وتمييزها لأول مرة في ذبابة المنزل في الخمسينيات من القرن الماضي، تشكل تهديدًا لاستمرار فائدة البيريثرويدات في مكافحة العديد من أنواع الآفات. قدمت الأبحاث منذ عام 1990 ثروة من المعلومات الجديدة حول الأساس الجزيئي لمقاومة ضربة قاضية.